# Arvis Piziks
Arvis Piziks, né le 12 septembre 1969 à Gulbene, est un ancien coureur cycliste letton professionnel de 1995 à 2003, il est notamment champion de Lettonie sur route en 2000. Il effectue une partie de sa carrière amateur avec la nationalité soviétique.

## Biographie
Après sa carrière de coureur, il devient entraîneur de l'équipe de Lettonie. De 2011 à 2013 il est directeur sportif pour l'équipe franco-lettone VC La Pomme Marseille devenue La Pomme Marseille, avant d'occuper le même poste en 2014 au sein de la formation Synergy Baku Project.

## Palmarès

### Palmarès amateur
- 1989
  - 7eb étape de la FBD Insurance Rás
  - 2e de la FBD Insurance Rás
- 1991
  - Vaux-Eupen-Vaux
  - 4ea étape du Tour de Liège
  - 3e étape du Tour du Hainaut
  - 2e du Circuit du Hainaut
- 1992
  - Tour de Malaga :
    - Classement général
    - 1re étape

  - Cinturón a Mallorca :
    - Classement général
    - 2e étape

  - 2e étape du Tour de Suède
  - 1re étape du Tour de la Bidassoa (contre-la-montre)
  - 6e étape du Tour de Navarre
  - Une étape de Montpellier-Barcelone
  - Grand Prix de l'Équipe et du CV 19e
  - 2e de Montpellier-Barcelone
  - 3e du Tour de la Bidassoa
  - 3e du Tour de Tolède
  - 8e de la course en ligne des Jeux olympiques
- 1993
  - Commerce Bank Lancaster Classic
  - Prologue et 1reb étape du Grand Prix Guillaume Tell
  - 4e, 6e et 8e étapes du Tour de Cantabrie amateurs
  - 5e et 10ea étapes du Tour de Rhénanie-Palatinat
  - 2e du Tour de Cantabrie amateurs
  - 5e du championnat du monde sur route amateurs
- 1994
  - 7eb étape du Tour de Normandie
  - 4e et 6e étapes du Circuit franco-belge
  - Grand Prix François-Faber :
    - Classement général
    - 2e étape

  - 4e étape du Tour de Suède
  - Internatie Reningelst
  - 2e du Circuit franco-belge
  - 3e du Tour de Suède
  - 3e de Gand-Ypres

### Palmarès professionnel
| - 1995 - 2e de la Course des raisins - 2e du Grand Prix du canton d'Argovie - 3e de la Flèche côtière - 1996 - 4e étape du Tour du Limousin - 1re étape du Tour DuPont - 2e et 5e étapes du Herald Sun Tour - 2e de Veenendaal-Veenendaal - 1997 - 3e du championnat de Lettonie du contre-la-montre - 3e de Veenendaal-Veenendaal - 1998 - 2ea étape du Herald Sun Tour - 5ea étape du Tour de Hesse - 2e du championnat de Lettonie sur route - 2e du Grand Prix Beeckman-De Caluwé - 3e du championnat de Lettonie du contre-la-montre - 1999 - 2e du Championnat des Flandres - 2e du Grand Prix Herning - 3e du championnat de Lettonie du contre-la-montre | - 2000 - Champion de Lettonie sur route - Grand Prix Aarhus - 1re étape des Quatre Jours de Dunkerque - 2001 - 2e du Grand Prix Herning - 2e du Tour de Picardie - 2e de la First Union Classic - 2e du championnat de Lettonie du contre-la-montre - 3e du Grand Prix Aarhus - 3e d'À travers les Flandres - 2002 - Saaremaa Velotuur : - Classement général - 2e étape - 2e du championnat de Lettonie sur route - 2e du championnat de Lettonie du contre-la-montre |  |

### Résultats sur les grands tours

#### Tour de France
4 participations
- 1995 : 91e
- 1996 : abandon (13e étape)
- 2000 : 93e
- 2002 : 152e